# ISO 3166-2:UY

Mapa administrativního dělení státu Uruguay

Kódy ISO 3166-2 pro Uruguay identifikují 19 departmentů (stav v roce 2015). První část (UY) je mezinárodní kód pro Uruguay, druhá část sestává ze dvou písmen identifikujících department.

## Seznam kódů
```
UY-AR Artigas (Artigas)
UY-CA Canelones (Canelones)
UY-CL Cerro Largo (Melo)
UY-CO Colonia (Colonia)
UY-DU Durazno (Durazno)
UY-FD Florida (Florida)
UY-FS Flores (Trinidad)
UY-LA Lavalleja (Minas)
UY-MA Maldonado (Maldonado)
UY-MO Montevideo (Montevideo)
UY-PA Paysandu (Paysandú)
UY-RN Río Negro (Fray Bentos)
UY-RO Rocha (Rocha)
UY-RV Rivera (Rivera)
UY-SA Salto (Salto)
UY-SJ San José (San José)
UY-SO Soriano (Mercedes)
UY-TA Tacuarembó (Tacaurembó)
UY-TT Treinta y Tres (Treinta y Tres)
```